# Risdonius
Genre
Risdonius est un genre d'araignées aranéomorphes de la famille des Anapidae.

## Distribution
Les espèces de ce genre sont endémiques d'Australie. Elles se rencontrent en Tasmanie, au Victoria et en Nouvelle-Galles du Sud.

## Liste des espèces
Selon World Spider Catalog (version 16.0, 13/07/2015) :
- Risdonius barrington Platnick & Forster, 1989
- Risdonius lind Platnick & Forster, 1989
- Risdonius parvus Hickman, 1939

## Publication originale
- Hickman, 1939 : On a dipneumone spider (Risdonius parvus, gen. et sp. n.), the female of which has reduced palpi. Proceedings of the Zoological Society of London, sér. B,  vol. 108, p. 655-660.